# James Grieve (Apfel)

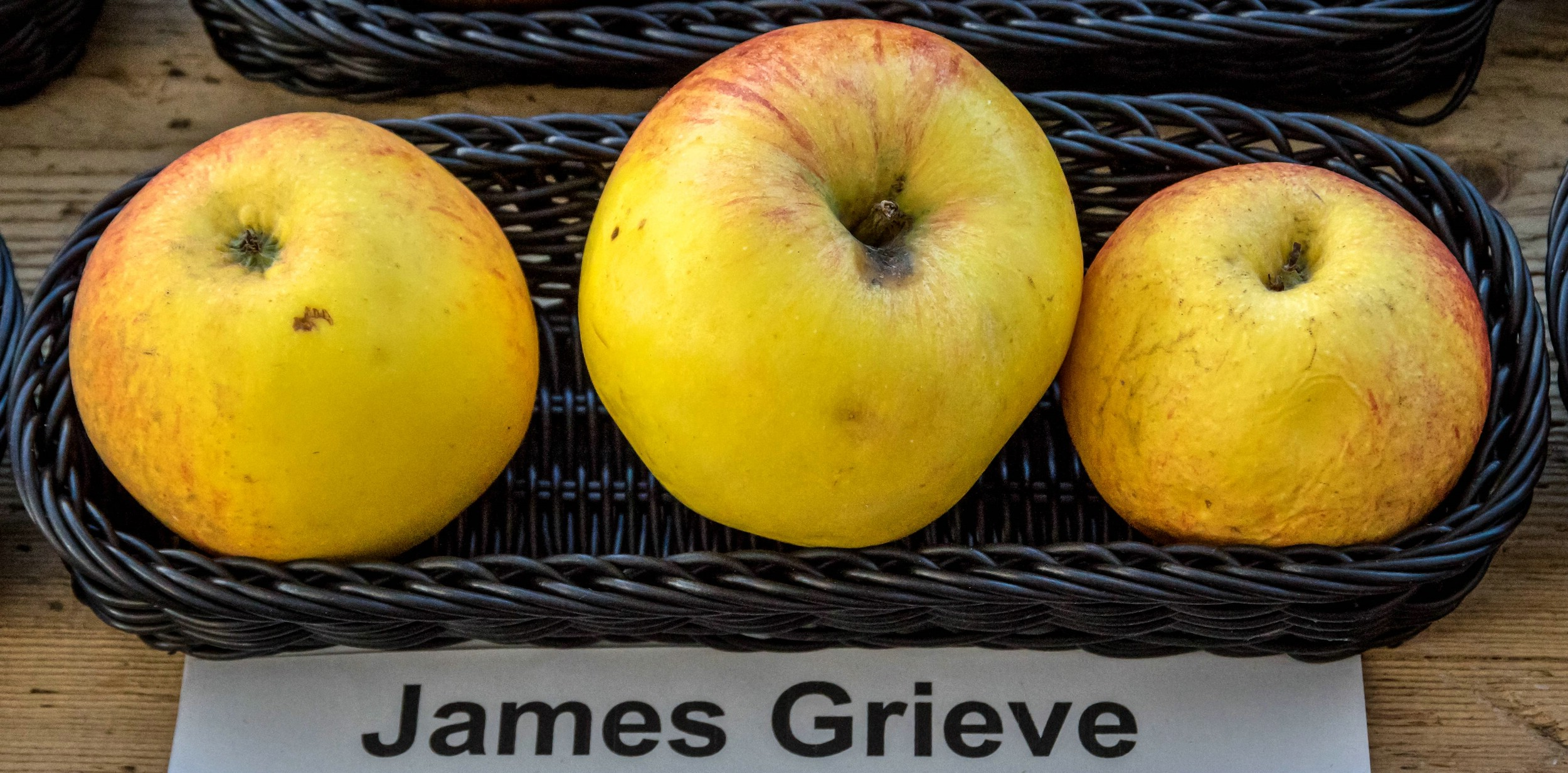
Ansicht der Frucht

James Grieve, auch Grieve, Jems Griev und Dzems Griw, ist eine Sorte des Kulturapfels (Malus domestica). James Grieve wird in Europa ab Juli als Küchenapfel genutzt und ab September als Tafelapfel geerntet. Aufgrund seines hohen Saftgehalts wurde James Grieve in Deutschland lange Zeit kommerziell für die Saftgewinnung angepflanzt. Der in Schottland durch den Gärtner James Grieve gezüchtete Apfel ist winterhart.

## Beschreibung
Die Frucht ist mittelgroß und rund bis stielbauchig. Dabei ist sie nur schwach ungleichmäßig geformt und auch Rippen sind nur schwach erkennbar. Da es mittlerweile etliche Farbtypen gibt, variiert der Anteil der Rotfärbung. Diese besteht aus einem Orange, das durch auffällige rote Sprenkel und Streifen bedeckt wird. Die Grundfarbe des Apfels ist im Sommer ein leuchtendes gelbgrün, das sich bis in den Herbst in ein Gelb ändert. Die Schale ist glatt, etwas wachsartig und zäh, die Äpfel sind druckempfindlich.
Das cremefarbene Fruchtfleisch ist feinzellig und wird nach der Ernte rasch mürbe. James Grieve hat einen herzhaften Geschmack, der dem Gravensteiner ähnelt. Der Apfel hat eine ausgeprägte Säure, die aber Teil eines komplexen Aromas ist. In der Einteilung nach Geschmacks-Grundtypen befindet sich James Grieve zusammen mit Retina, Primerouge, Reglindis, Klarapfel und Summerred in der Geschmacksgruppe „Gravensteiner“, die als „saftig, fest, leicht säuerlich“ bestimmt wird. Das intensive Aroma direkt nach der Ernte wird über die Wochen der Lagerung milder, ohne an Komplexität zu verlieren.
Der Stiel des Apfels ist dünn bis mitteldick und lang. Er ragt über die tiefe Stielgrube hinaus. Die Stielgrube ist tief und weit, und leicht berostet.
Verbreitete Mutanten von James Grieve zeichnen sich vor allem durch eine stärkere Rotfärbung als die Stammform aus. Hier als Beispiel genannt: Erich Neumanns Roter James Grieve (entwickelt 1953, dunklere Streifen, wird später reif), Lired (Roosje) und Redoat Grieve (mit höherem Ertrag).

## Anbau

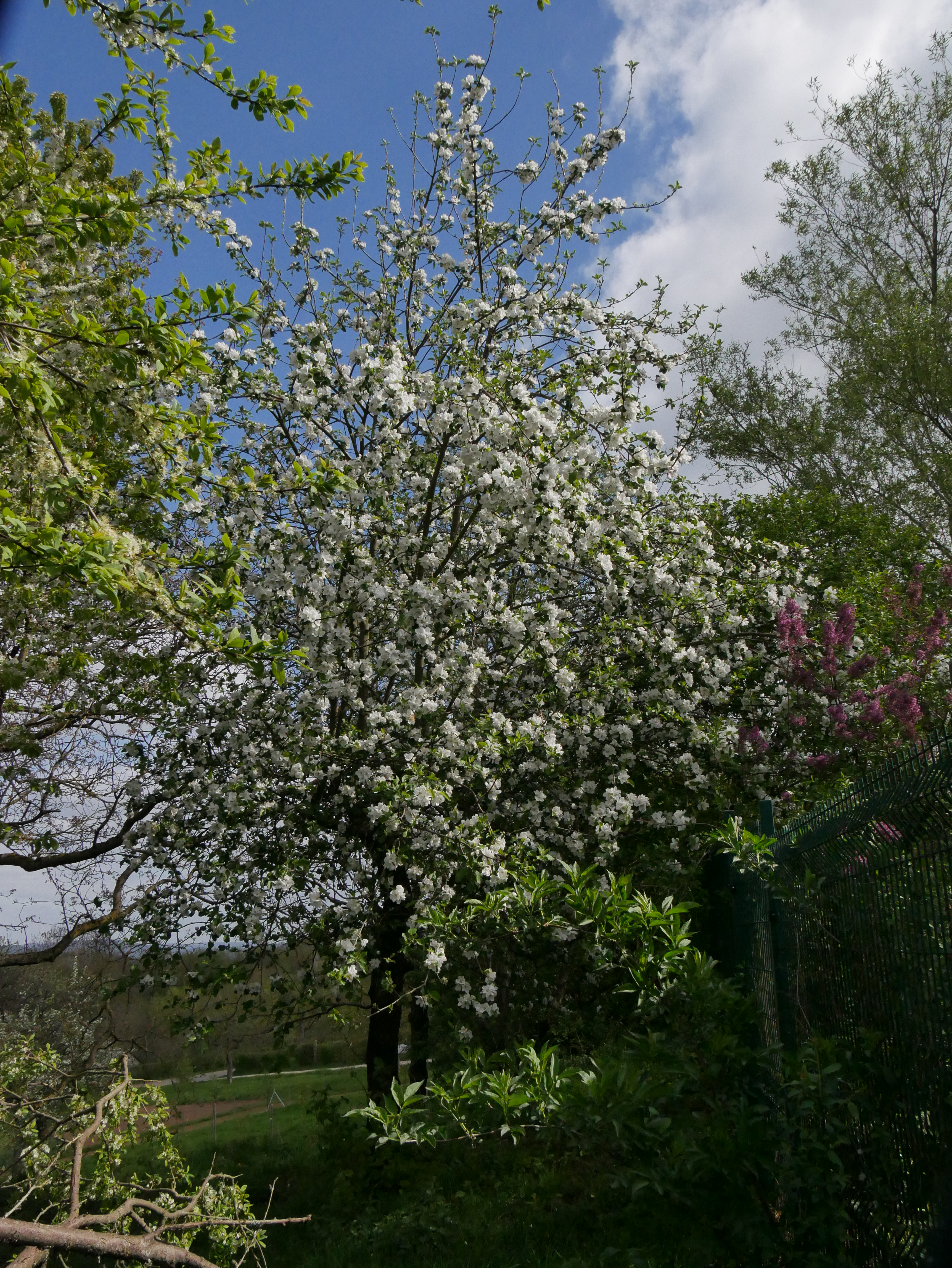
Ganzer Baum

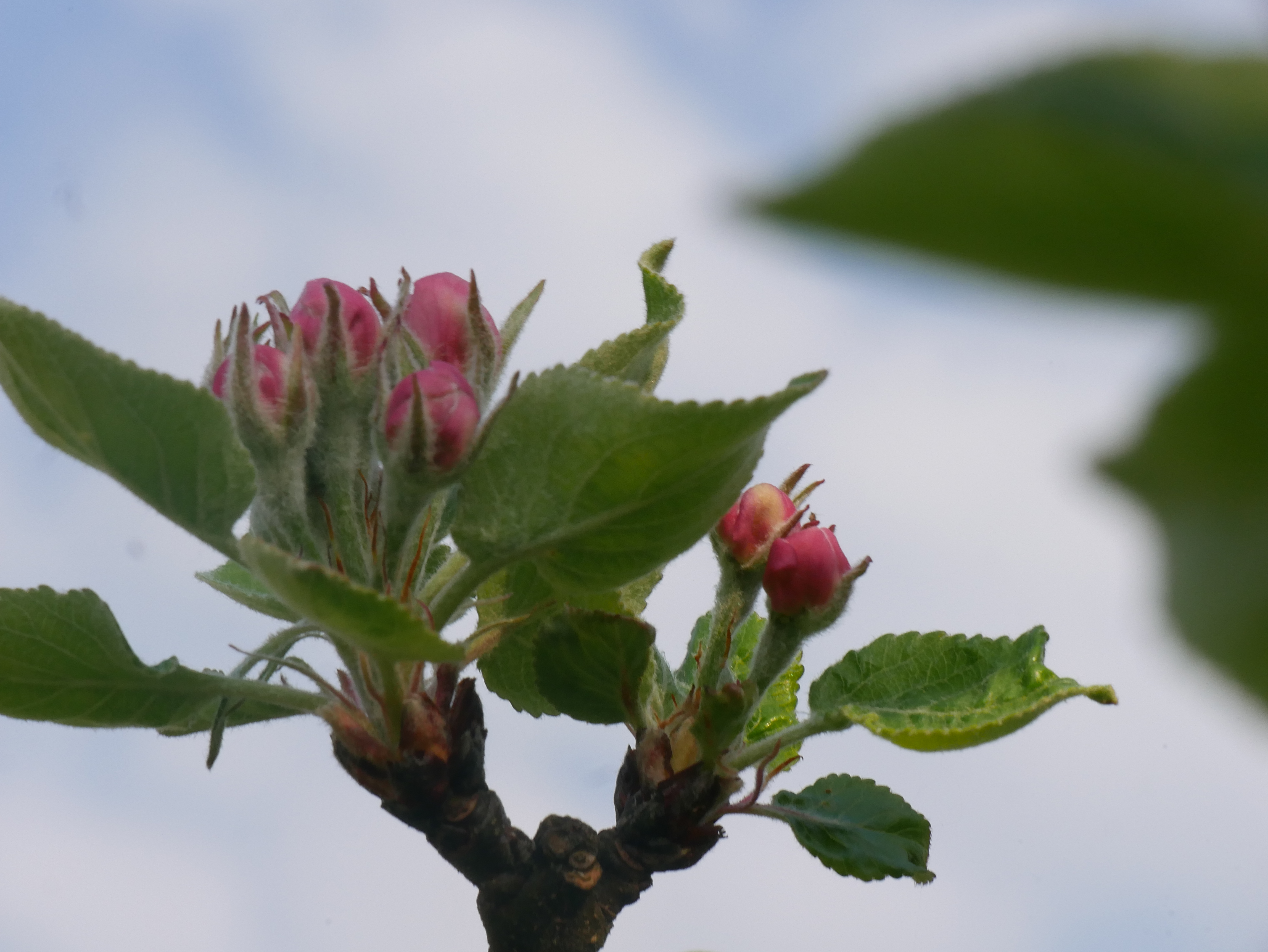
Knospe von James Grieve

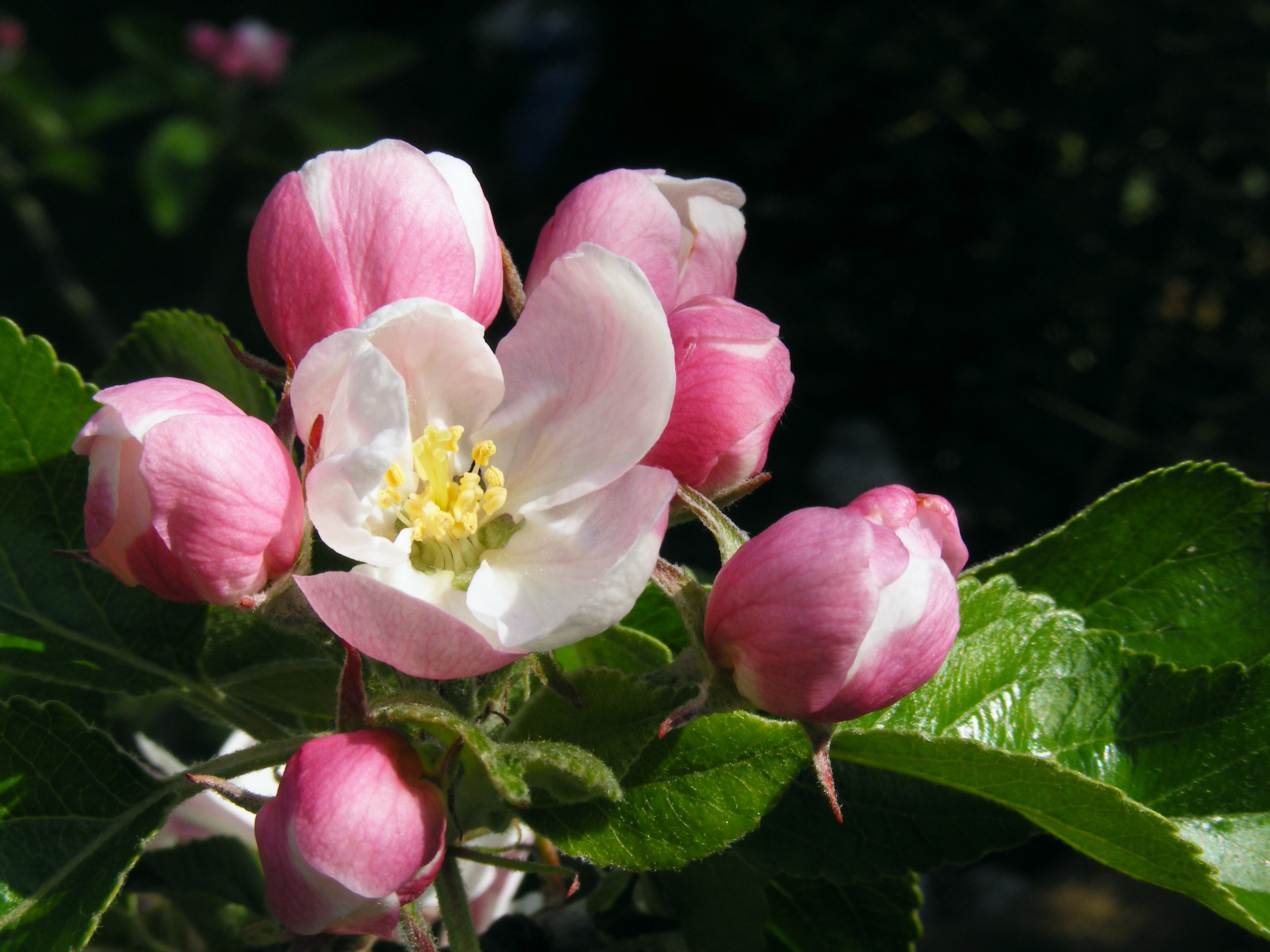
Blüte von James Grieve

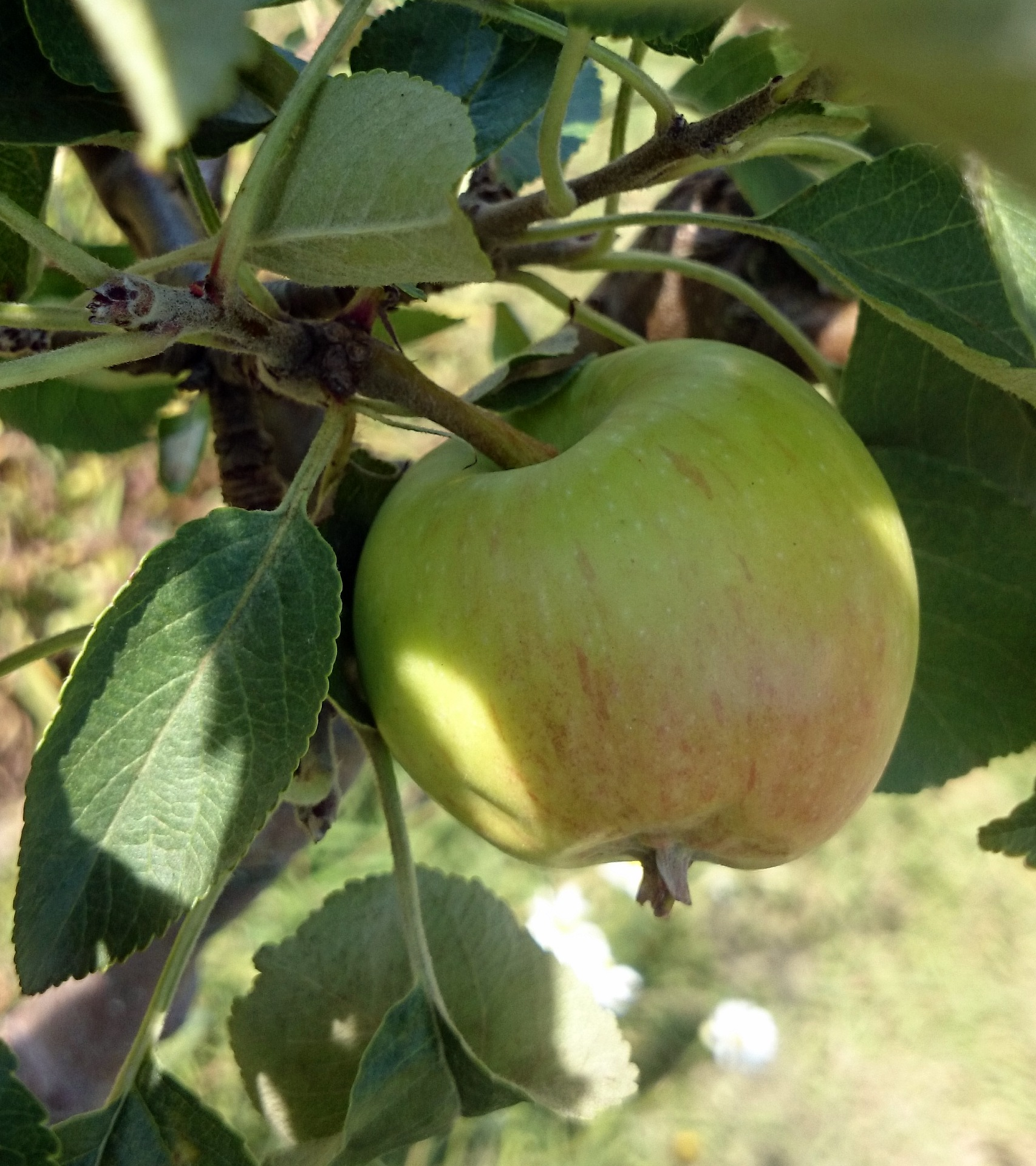
James Grieve am Baum

### Anforderungen an Klima und Boden
Der Baum gilt als gesund und frosthart. Dabei sind auch die Blüten gut gegen Spätfröste resistent. James Grieve toleriert ein vergleichsweise weites Spektrum an Klimaten und wird in Europa beispielsweise von Südschweden und Südnorwegen bis in die Steiermark angepflanzt.
Der Apfel bevorzugt nicht zu trockene Lagen, wächst in Gegenden mit mäßigen Sommerniederschlägen aber beispielsweise besser als der sonst ähnliche Gravensteiner. Der Baum hat einen schwachen Wuchs, wächst ausladend und entwickelt eine runde Krone. James Grieve ist leicht erziehbar und hat günstiges Fruchtholz.

### Resistenzen und Anfälligkeiten
Die Sorte ist wenig empfindlich für Schorf und Mehltau, aber anfällig für Zweigmonilia und Feuerbrand. In manchen Gegenden ist sie auch anfällig für Obstbaumkrebs. Manchmal ist das Fruchtfleisch stippig, besonders wenn die Äpfel früh geerntet werden.

### Früchte und Ernte
Die schwachrosa Blüten sind vergleichsweise auffallend und ansehnlich. Der Baum zeigt in seinem Ertrag fast keine Alternanz, sondern trägt jedes Jahr gleichmäßig. Auch nach dem Junifruchtfall hat James Grieve noch hohe Behangdichten. Eine Ausdünnung nach dem Junifruchtfall sorgt für größere Früchte, die meist auch schmackhafter und vitaminreicher sind als ohne Ausdünnung. Bei chemischer Ausdünnung allerdings besteht die Gefahr, einen neuen Fruchtfall auszulösen.
Ab Juli können die Äpfel zum Kochen verwendet werden. Dabei behält der Apfel recht gut seine Gestalt. Der saftige Apfel eignet sich gut zum Brennen von Alkohol, über seine Eignung als Saftapfel gibt es sehr verschiedene Aussagen.
Die Ernte der Tafeläpfel beginnt, je nach Klima, zwischen Mitte August bis Anfang Oktober, in Norddeutschland etwa Anfang September. Zur Erntezeit werden die Äpfel windanfällig und fallen leicht. Auch werden die Äpfel ungleichzeitig reif, sodass meistens mehrere Erntedurchgänge durchgeführt werden.
Die Genussreife dauert von September bis in den Oktober. James Grieve ist nicht gut lagerfähig. Auch eignet er sich nicht gut zur maschinellen Verarbeitung, da der Apfel dafür zu druckempfindlich ist. Der Ertrag ist reich und regelmäßig. In warmen Gegenden können die Äpfel vor der Reife abfallen.

### In der Zucht
Der diploide James Grieve ist ein guter Pollenspender. Er gehört zu den wenigen Apfelsorten, die sich selbst befruchten können. James Grieve wird seit dem 20. Jahrhundert intensiv in der Zucht benutzt, und gehört zur Handvoll Apfelsorten, die die Vorfahren heutiger Marktsorten sind. Dabei wurde besonders seine Robustheit gegenüber schlechtem Klima und sein säuerlicher Geschmack geschätzt.
Zu den Sorten, die aus James Grieve gezüchtet wurden, gehören:
| Bild | Name           | Herkunft                                      | Züchter                     | Züchtungsjahr | Markteinführung | Gekreuzt aus                                                                    | Quelle |
| ---- | -------------- | --------------------------------------------- | --------------------------- | ------------- | --------------- | ------------------------------------------------------------------------------- | ------ |
|      | Anton Fischer  | Mülheim-Kärlich, Deutschland                  | Anton Fischer               |               | 1938            | Weißer Klarapfel x James Grieve                                                 | [ 8 ]  |
|      | Elan           | Niederlande                                   | Versuchsanstalt Wagningen   | 1967          | 1984            | James Grieve x Golden Delicious                                                 | [ 8 ]  |
|      | Elton Beauty   | Ince Orchards, Chester, England               | N.W. Barritt                |               | 1952            | James Grieve x Worcester Pearmain                                               | [ 6 ]  |
|      | Falstaff       | Kent, Vereinigtes Königreich                  | East Malling Research       | 1965          | 1971            | James Grieve x Golden Delicious                                                 | [ 8 ]  |
|      | Greensleeves   | East Malling Research, Vereinigtes Königreich | Dr. Alston                  | 1966          | 1971            | James Grieve x Golden Delicious                                                 | [ 8 ]  |
|      | Jamba          | Altes Land, Deutschland                       | Obstbauversuchsanstalt Jork |               | 1954            | James Grieve x Melba                                                            | [ 8 ]  |
|      | Katja          | Schweden                                      | Institut für Pflanzenzucht  | 1947          | 1966            | Worcester Pearmain x James Grieve                                               | [ 12 ] |
|      | Lord Lambourne | Bedfordshire, England                         | Laxton Brothers             | 1907          | 1923            | Worcester Pearmain x James Grieve                                               | [ 8 ]  |
|      | Remo           | Pillnitz, Deutschland                         | Institut für Obstforschung  |               | 1990            | James Grieve x schorfresistente Zuchtsorte                                      | [ 13 ] |
|      | Rheingold      | Deutschland                                   |                             |               |                 | Anton Fischer (= Weißer Klarapfel x James Grieve) x James Grieve                | [ 8 ]  |
|      | Sommerregent   | Mülheim-Kärlich, Deutschland                  | Baumschule J. Fischer       |               | 1950            | Anton Fischer x James Grieve                                                    | [ 8 ]  |
|      | Topaz          |                                               |                             |               |                 | Rubin (= Lord Lambourne x Golden Delicious) x Vanda (= Jolana x Lord Lambourne) | [ 3 ]  |

## Geschichte

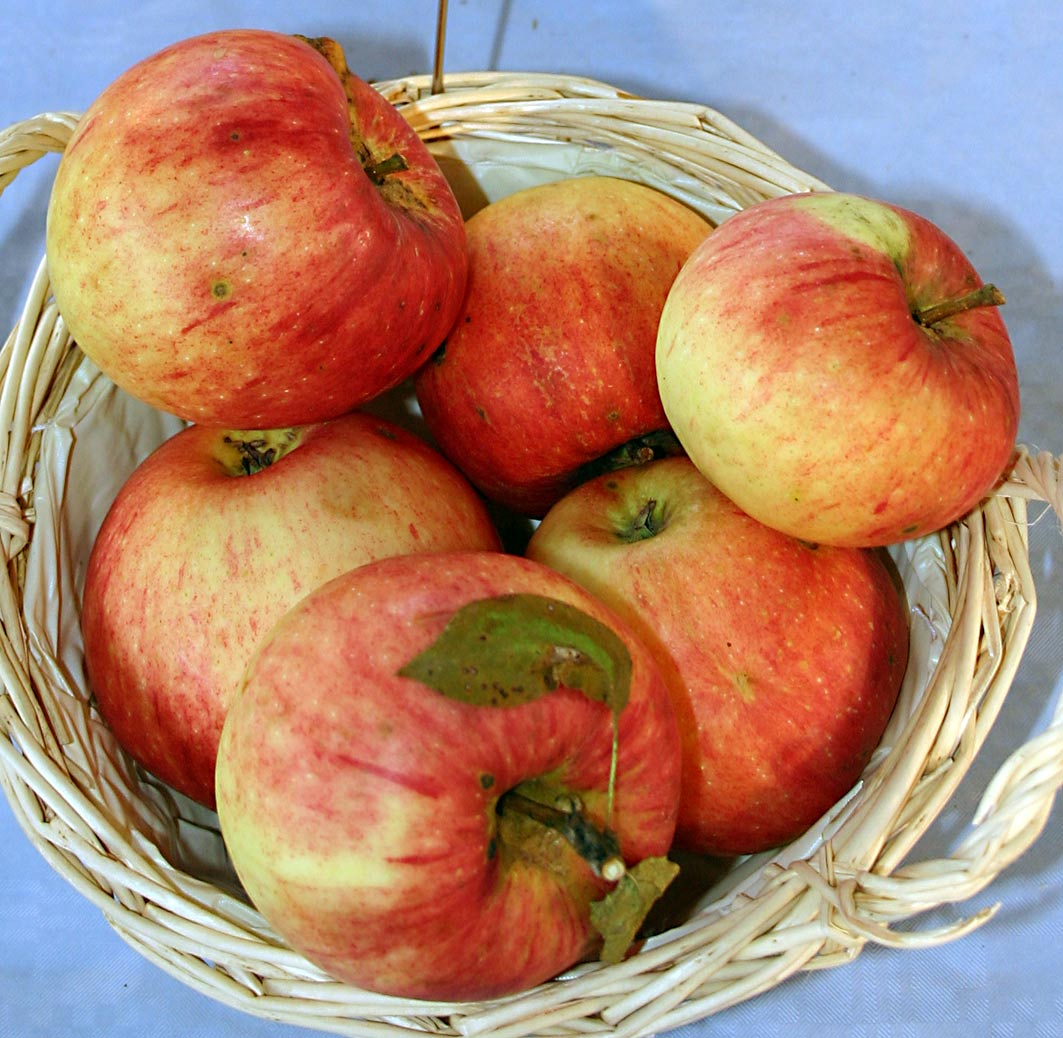
Früchte

Der Zufallssämling wurde von Obergärtner James Grieve in Edinburgh herangezogen und von seinem Arbeitgeber, der Baumschule Dickson, nach ihm benannt und ab den 1890ern verbreitet. Der Apfel stammt von einem wild abgeblühten Cox Orange ab. Der Apfel wurde von Dickson’s Nurseryman erstmals im Jahr 1893 beschrieben und erhielt 1897 den Award of Garden Merit der Royal Horticultural Society (RHS). 1906 verlieh ihm die RHS ein First Class Certificate.
Lange Zeit wurde James Grieve in den nördlichen Anbaugebieten in Europa (Belgien, Niederlande, Schweden, Dänemark, Deutschland) kommerziell angebaut, insbesondere in Kombination mit Cox Orange. Dabei diente James Grieve als Pollenspender für Cox, in Deutschland beispielsweise im Alten Land, wo James Grieve aufgrund seines saftigen Fruchtfleisches auch stark für die Saftgewinnung genutzt wurde.
Anfang der 1990er war James Grieve im kommerziellen Anbau vor allem in den Niederlanden (20.000 Tonnen jährlich), in Deutschland (8000 Tonnen jährlich), in Belgien (3500 t/J), Dänemark (1500 t/J) und Österreich (750 t/J) verbreitet.
Da der Apfel druckempfindlich und nicht sehr lagerfähig ist, spielt er mittlerweile im kommerziellen Anbau kaum mehr eine Rolle, und wurde beispielsweise durch seinen direkten Abkömmling Jamba ersetzt. Kommerzielle Bedeutung hat er einzig noch in Norwegen und Schweden. Eine wichtige Rolle spielt er als unkomplizierter, vielfach nutzbarer und vergleichsweise wohlschmeckender Apfel im privaten und regionalen Anbau.
Auf dem Gelände von Dickson’s Nursery – auf dem auch die Apfelsorte John Downie entdeckt wurde – befindet sich seit 1913 der Edinburgh Zoo, der bis heute eines der wichtigsten Arboreten in Schottland ist.